# Cassipourea alternifolia
Espèce
Cassipourea alternifolia Breteler est une espèce de plantes à fleurs de la famille des Rhizophoraceae et du genre Cassipourea. C'est un arbre endémique du Cameroun.